# Келлери, Мария де ла
Мария де ла Келлери (нидерл. Maria de la Quellerie; 28 октября 1629, Роттердам, — 2 ноября 1664, Малакка) — жена Яна ван Рибека, основателя Капской колонии и города Кейптаун. Мария была одной из первых гугенотов, поселившихся в Капской колонии.

## Биография
Мария де ла Келлери была дочерью Абрахама де ла Келлери (1589—1630), проповедника Валлонии и Марии дю Буа (1593-?). Её дед так же был проповедником.
Мария выросла в Лейдене и 28 марта 1649 года вышла замуж за Яна ван Рибека, сына хирурга. Пара первоначально проживала в портовом городе Роттердаме, в котором на тот момент было всего 26 000 жителей.

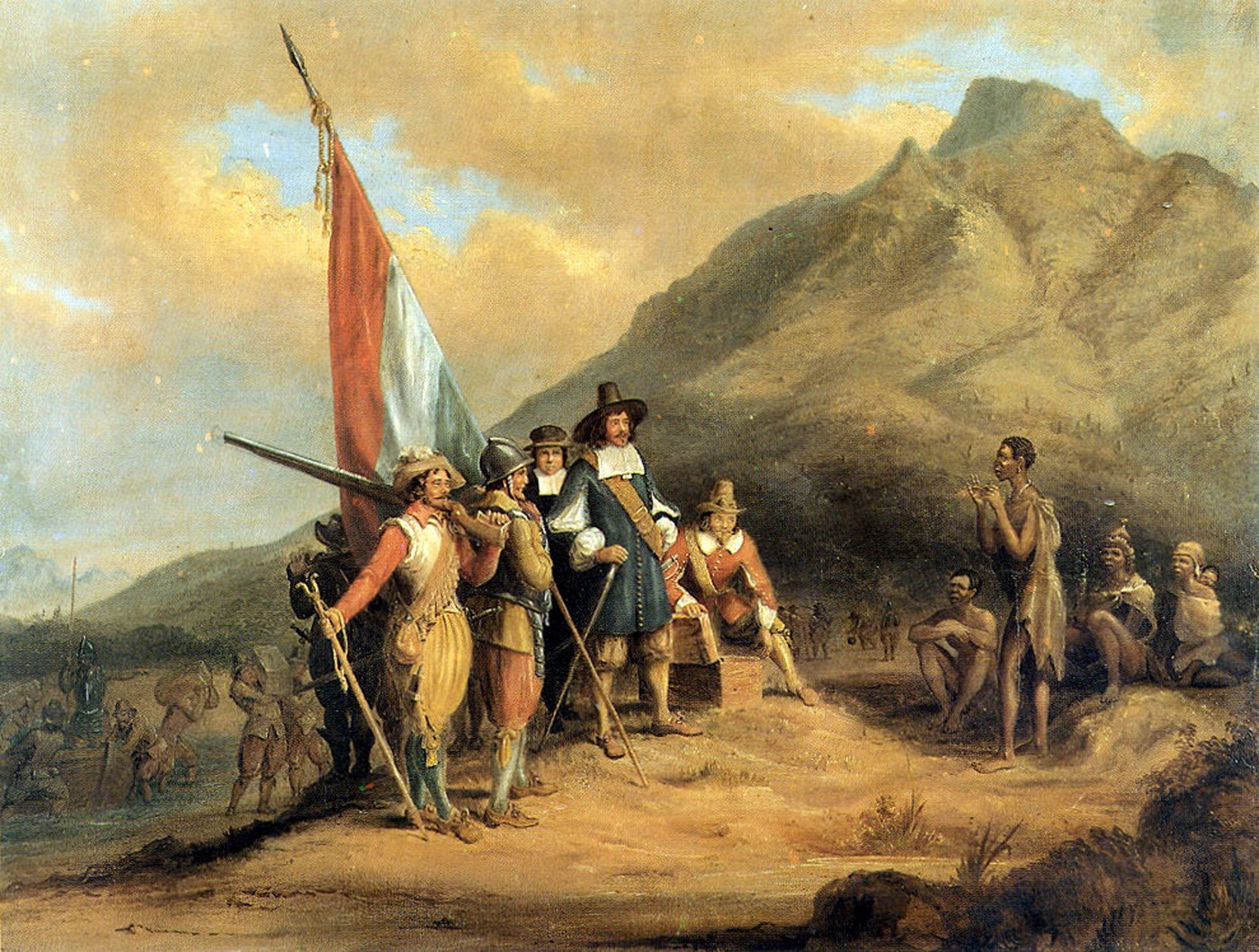
Ян ван Рибек достиг берег мыса Доброй Надежды

Яна приняла на работу Голландская Ост-Индская компания. В 1651 году ему было приказано основать поселение на южной оконечности Африки. 6 апреля 1652 года Ян Ван Рибек вместе с Марией достигли берегов мыса Доброй Надежды, где основали форт численностью с девяносто поселенцев. Они занимались земледелием, растили овощи и фрукты, выполняя роль продовольственной базы для проплывавших мимо кораблей. Животных они покупали у местного населения. В итоге к 1659 году, каждое судно, вошедшее в бухту, могло быть снабжено свежими продуктами. Сейчас этот форт представляет из себя город Кейптаун.
О Марии де ла Келлери известно мало информации. В 1661 году французский священник Николас Этьен, который провёл десять месяцев в Капской колонии, назвал её очень религиозной, дипломатической и очень умной. По сообщениям, она так же играла музыку для гостей.
В 1662 году Ян передал управление колонией Захариасу Вагнеру, после чего семья отправилась в Нидерландскую Малакку в город Батавию (сейчас город называется «Джакарта»). 2 ноября 1664 года Мария умерла от оспы в этом городе. Перед её могилой, в руинах церкви Святого Павла, сейчас стоит мемориальная доска, надгробный камень же был доставлен в Кейптаун в 1915 году.

## Дети
У Марии и Яна ван Рибека было восемь детей, большая часть которых умерла в раннем возрасте. Сын Абрахам ван Рибек был генерал-губернатором Голландской Ост-Индии. А его сестра Антония ван Рибек (6 ноября 1663 год-?) была замужем в 1678 году в Батавии за пастером Мельхиором Лейдекером, который предоставил первый полный перевод Библии на малайском языке.